# Genzkow
Genzkow est une ancienne commune rurale allemande du Mecklembourg appartenant à l'arrondissement du Plateau des lacs mecklembourgeois et au canton de Friedland.

## Géographie
Le village se trouve à deux kilomètres à l'est de la vallée supérieure de la Datze et à six kilomètres au sud de la petite ville de Friedland.

## Histoire

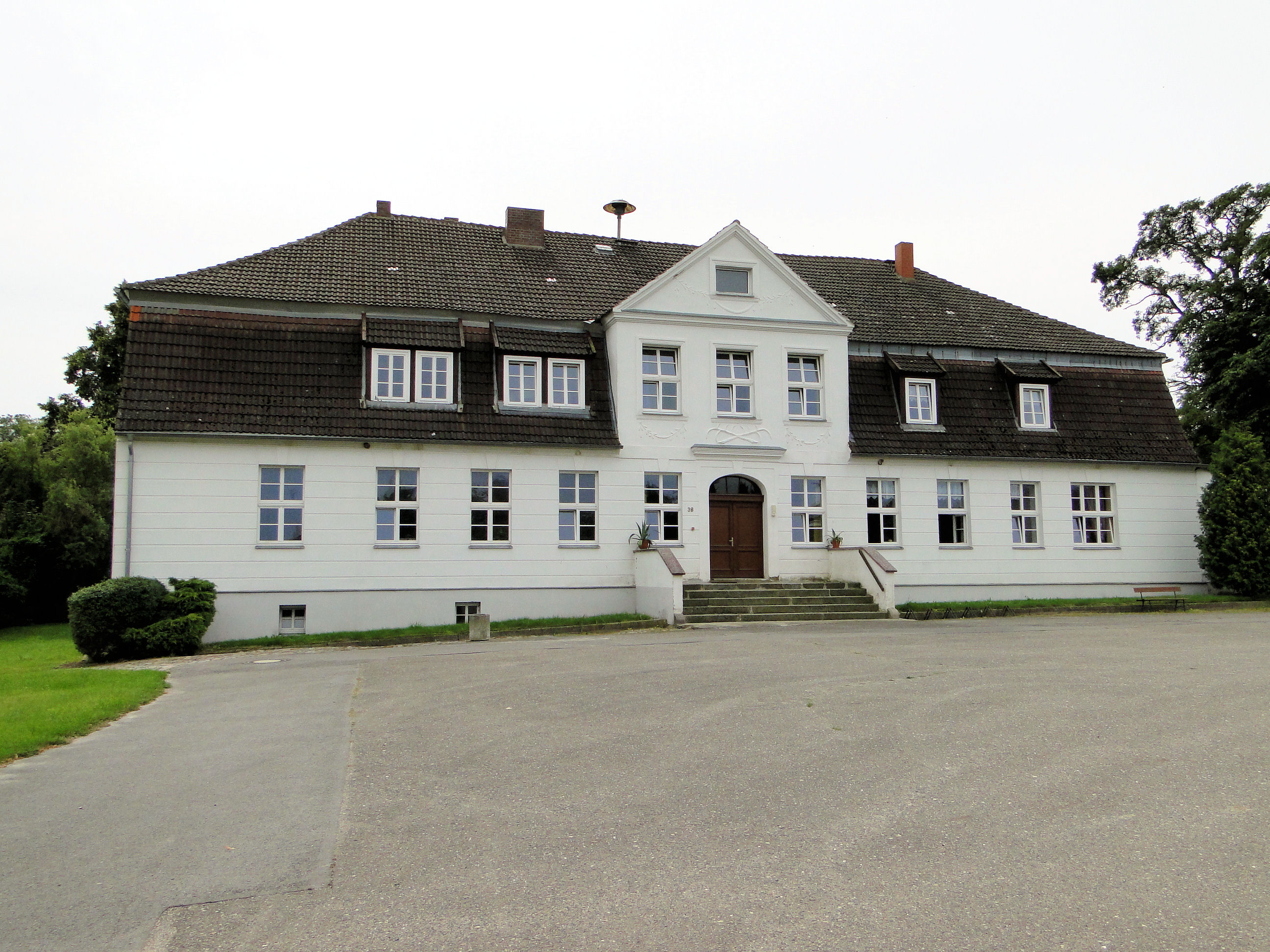
Vue du manoir de Genzkow en août 2011

Genzkow a été cité pour la première fois par écrit en 1298. Son église avait déjà été construite au milieu du siècle. Le petit manoir de Genzkow, qui date de la seconde moitié du XVIIIe siècle, est aujourd'hui propriété de la commune.